# Benedetta Pilato
Benedetta Pilato (Tarento, 18 de enero de 2005) es una deportista italiana que compite en natación, especialista en el estilo braza.
Ganó seis medallas en el Campeonato Mundial de Natación entre los años 2019 y 2025, y una medalla de plata en el Campeonato Mundial de Natación en Piscina Corta de 2021.
Además, obtuvo tres medallas en el Campeonato Europeo de Natación, en los años 2021 y 2022, y seis medallas en el Campeonato Europeo de Natación en Piscina Corta entre los años 2019 y 2023.
Estudió Biología en la Universidad de Turín.

## Palmarés internacional
| Campeonato Mundial                  | Campeonato Mundial      | Campeonato Mundial | Campeonato Mundial |
| Año                                 | Lugar                   | Medalla            | Prueba             |
| ----------------------------------- | ----------------------- | ------------------ | ------------------ |
| 2019                                | Gwangju (Corea del Sur) | Medalla de plata   | 50 m braza         |
| 2022                                | Budapest (Hungría)      | Medalla de oro     | 100 m braza        |
| 2022                                | Budapest (Hungría)      | Medalla de plata   | 50 m braza         |
| 2023                                | Fukuoka (Japón)         | Medalla de bronce  | 50 m braza         |
| 2024                                | Doha (Catar)            | Medalla de bronce  | 50 m braza         |
| 2025                                | Singapur (Singapur)     | Medalla de bronce  | 50 m braza         |
| Campeonato Mundial en Piscina Corta |                         |                    |                    |
| Año                                 | Lugar                   | Medalla            | Prueba             |
| 2021                                | Abu Dabi (EAU)          | Medalla de plata   | 50 m braza         |
| Campeonato Europeo                  |                         |                    |                    |
| Año                                 | Lugar                   | Medalla            | Prueba             |
| 2021                                | Budapest (Hungría)      | Medalla de oro     | 50 m braza         |
| 2022                                | Roma (Italia)           | Medalla de oro     | 100 m braza        |
| 2022                                | Roma (Italia)           | Medalla de plata   | 50 m braza         |
| Campeonato Europeo en Piscina Corta |                         |                    |                    |
| Año                                 | Lugar                   | Medalla            | Prueba             |
| 2019                                | Glasgow (Reino Unido)   | Medalla de oro     | 50 m braza         |
| 2019                                | Glasgow (Reino Unido)   | Medalla de plata   | 4 × 50 m estilos   |
| 2021                                | Kazán (Rusia)           | Medalla de plata   | 50 m braza         |
| 2023                                | Otopeni (Rumania)       | Medalla de oro     | 50 m braza         |
| 2023                                | Otopeni (Rumania)       | Medalla de plata   | 100 m braza        |
| 2023                                | Otopeni (Rumania)       | Medalla de plata   | 4 × 50 m estilos   |